# Liga Élite de hockey línea 2019-20
La temporada 2019-20 de la Liga Élite de hockey línea la disputan diez equipos. El torneo lo organiza la Real Federación Española de Patinaje (RFEP).

## Equipos
| Club                              | Sede            | Comunidad autónoma   |
| --------------------------------- | --------------- | -------------------- |
| Tres Cantos Patín Club            | Madrid          | Madrid               |
| Club Patinaje en Línea Valladolid | Valladolid      | Castilla y León      |
| Molina Sport ACEGC                | Gran Canaria    | Islas Canarias       |
| Espanya Hockey Club               | Mallorca        | Islas Baleares       |
| Club Hockey Caníbales Las Rozas   | Madrid          | Madrid               |
| Hockey Club Castellón             | Castellón       | Comunidad Valenciana |
| Hockey Club Rubí Cent Patins      | Rubí            | Cataluña             |
| Metropolitano Hockey Club         | Bilbao          | País Vasco           |
| CE Barcelona Tsunamis             | Barcelona       | Cataluña             |
| Club de Hockey en Línea Jujol     | Sant Joan Despí | Cataluña             |

## Clasificación
| | Equipo                          | Puntos | Bonus | J  | G  | E | P  | GF  | GC | DG  |
| --- | ------------------------------- | ------ | ----- | -- | -- | - | -- | --- | -- | --- |
| 1 | Molina Sport ACEGC              | 38     | 1     | 15 | 12 | 1 | 2  | 96  | 40 | 56  |
| 2 | CAJA RURAL CPLV                 | 36     | 1     | 15 | 11 | 2 | 2  | 55  | 34 | 21  |
| 3 | Espanya Hockey Club             | 32     | 1     | 15 | 10 | 1 | 4  | 103 | 55 | 48  |
| 4 | Tres Cantos Patín Club          | 32     | 1     | 15 | 10 | 1 | 4  | 70  | 42 | 28  |
| 5 | Metropolitano Hockey Club       | 25     | 0     | 15 | 8  | 1 | 6  | 76  | 61 | 15  |
| 6 | Hockey Club Rubí Cent Patins    | 20     | 1     | 15 | 6  | 1 | 8  | 57  | 64 | -7  |
| 7 | Hockey Club Castellón           | 19     | 0     | 15 | 6  | 1 | 8  | 57  | 73 | -16 |
| 8 | Club Hockey Caníbales Las Rozas | 10     | 0     | 15 | 3  | 1 | 11 | 31  | 69 | -38 |
| 9 | CE Barcelona Tsunamis           | 7      | 0     | 15 | 2  | 1 | 12 | 53  | 96 | -43 |
| 10 | Club de Hockey en Línea Jujol   | 6      | 0     | 15 | 2  | 0 | 13 | 35  | 99 | -64 |
| Fuente: Federación Española de Patinaje: Clasificación de la Liga Élite de hockey línea; actualización automática |                                 |        |       |    |    |   |    |     |    |     |

- Datos: Q71014740